# Tiselhagen
Tiselhagen är ett naturreservat tillika Natura 2000-område i Hejnums socken på Gotland. Området ägs av staten (via Naturvårdsverket) och naturvårdsförvaltare är Länsstyrelsen i Gotlands län.
Naturreservatet bildades 1997 för att skydda de stora naturvärden som identifierats i området. Det är 12,3 hektar stort. Reservatet består idag av en fuktig blandskog, bitvis även med sumpskogskaraktär. Området har tidigare betats, men skogen har idag fått stå orörd sedan länge. Inom området finns tallar och granar av ansenliga dimensioner, reservatet har ett för Gotland förhållandevis stort inslag av asp. I området finns även ek, ask, björk och rönn. Områdets har även sällsynta lavar, så som ädellav, vanlig kvistspik samt mjölig klotterlav, samt sällsynta gräsarter som skogskorn och strävlosta. Tiselhagen ligger i en sänka mellan de två stora hällmarksområdena Filehajdar i nordost och Hejnum hällar i söder, och jordtäcket är just här förhållandevis djupt och bestående av moränmärgel. Hålträd är vanligt förekommande i reservatet och det finns flera arter hackspettar som häckar där, till exempel spillkråka och mindre hackspett. Även pärluggla häckar regelbundet inom området.